# Nemertesia antennina
Nemertesia antennina är en nässeldjursart som först beskrevs av Carl von Linné 1758. Enligt Catalogue of Life ingår Nemertesia antennina i släktet Nemertesia och familjen Plumulariidae, men enligt Dyntaxa är tillhörigheten istället släktet Nemertesia och familjen Plumularidae. Arten är reproducerande i Sverige. Inga underarter finns listade i Catalogue of Life.